# بیلی لافلین
بیلی لافلین (انگلیسی: Billy Laughlin؛ ‏ ۵ ژوئیهٔ ۱۹۳۲ – ۳۱ اوت ۱۹۴۸) بازیگر اهل ایالات متحده آمریکا بود. وی بین سال‌های ۱۹۴۰ تا ۱۹۴۴ میلادی شخصیت فراگی را در دارودسته ما بازی می‌کرد.
از فیلم‌هایی که وی در آن‌ها نقش داشته‌است، می‌توان به جانی دیگه اینجا زندگی نمی‌کنه و رومئوی رقصان اشاره نمود.